# Force India F1
Force India F1 Team je bila konstruktor u natjecanju Formule 1 u vlasništvu indijskog poduzetnika Vijaya Mallyae.

## Spyker
Spyker F1 je bivša momčad Formule 1 koja je nastala u rujnu 2006. koju je kupio nizozemski proizvođač sportskih automobila Spyker Cars, momčad koja se dotad zvala Jordan Grand Prix kojoj je bio vlasnik Eddie Jordan tako da ni ime Spyker nije dugo ostalo u Formuli 1. Krajem rujna 2007. indijac Vijay Mallya kupio je momčad i objavio da će se momčad odsad zvati Force India F1. To je ujedno otvorilo jedno veliko tržište da jedna od najmnogoljudnijih zemalja svijeta kao što je Indija ima momčad u F1 koja se natječe pod indijskom zastavom.

## Rezultati
| Godina | Puni naziv momčadi               | Šasija            | Motor                             | Gume | #  | Vozači               | Utrke | Bodovi | Poredak |
| ------ | -------------------------------- | ----------------- | --------------------------------- | ---- | -- | -------------------- | ----- | ------ | ------- |
| 2006.  | MF1 Racing                       | Midland M16       | Toyota RVX-06 V8 2.4              | B    | 18 | Tiago Monteiro       | 1-15  | -      | 10.     |
| 2006.  | MF1 Racing                       | Midland M16       | Toyota RVX-06 V8 2.4              | B    | 19 | Christijan Albers    | 1-15  | -      | 10.     |
| 2006.  | Spyker MF1 Team                  | Midland M16       | Toyota RVX-06 V8 2.4              | B    | 18 | Tiago Monteiro       | 16-18 | -      | 10.     |
| 2006.  | Spyker MF1 Team                  | Midland M16       | Toyota RVX-06 V8 2.4              | B    | 19 | Christijan Albers    | 16-18 | -      | 10.     |
|        |                                  |                   |                                   |      |    |                      |       |        |         |
| 2007.  | Etihad Aldar Spyker F1 Team      | Spyker F8-VII     | Ferrari 056 V8 2.4                | B    | 20 | Adrian Sutil         | 1-12  | 1      | 10.     |
| 2007.  | Etihad Aldar Spyker F1 Team      | Spyker F8-VII     | Ferrari 056 V8 2.4                | B    | 21 | Christijan Albers    | 1-9   | 1      | 10.     |
| 2007.  | Etihad Aldar Spyker F1 Team      | Spyker F8-VII     | Ferrari 056 V8 2.4                | B    | 21 | Markus Winkelhock    | 10    | 1      | 10.     |
| 2007.  | Etihad Aldar Spyker F1 Team      | Spyker F8-VII     | Ferrari 056 V8 2.4                | B    | 21 | Sakon Yamamoto       | 11-12 | 1      | 10.     |
| 2007.  | Etihad Aldar Spyker F1 Team      | Spyker F8-VII-B   | Ferrari 056 V8 2.4                | B    | 20 | Adrian Sutil         | 13-17 | 1      | 10.     |
| 2007.  | Etihad Aldar Spyker F1 Team      | Spyker F8-VII-B   | Ferrari 056 V8 2.4                | B    | 21 | Sakon Yamamoto       | 13-17 | 1      | 10.     |
|        |                                  |                   |                                   |      |    |                      |       |        |         |
| 2008.  | Force India F1 Team              | Force India VJM01 | Ferrari 056 V8 2.4                | B    | 20 | Adrian Sutil         | Sve   | -      | 10.     |
| 2008.  | Force India F1 Team              | Force India VJM01 | Ferrari 056 V8 2.4                | B    | 21 | Giancarlo Fisichella | Sve   | -      | 10.     |
| 2009.  | Force India F1 Team              | Force India VJM02 | Mercedes FO 108W V8 2.4           | B    | 20 | Adrian Sutil         | Sve   | 13     | 9.      |
| 2009.  | Force India F1 Team              | Force India VJM02 | Mercedes FO 108W V8 2.4           | B    | 21 | Giancarlo Fisichella | 1-12  | 13     | 9.      |
| 2009.  | Force India F1 Team              | Force India VJM02 | Mercedes FO 108W V8 2.4           | B    | 21 | Vitantonio Liuzzi    | 13-17 | 13     | 9.      |
| 2010.  | Force India F1 Team              | Force India VJM03 | Mercedes FO 108X V8 2.4           | B    | 14 | Adrian Sutil         | Sve   | 68     | 7.      |
| 2010.  | Force India F1 Team              | Force India VJM03 | Mercedes FO 108X V8 2.4           | B    | 15 | Vitantonio Liuzzi    | Sve   | 68     | 7.      |
| 2011.  | Force India F1 Team              | Force India VJM04 | Mercedes FO 108Y V8 2.4           | P    | 14 | Adrian Sutil         | Sve   | 69     | 6.      |
| 2011.  | Force India F1 Team              | Force India VJM04 | Mercedes FO 108Y V8 2.4           | P    | 15 | Paul di Resta        | Sve   | 69     | 6.      |
| 2012.  | Sahara Force India F1 Team       | Force India VJM05 | Mercedes FO 108Z V8 2.4           | P    | 11 | Paul di Resta        | Sve   | 109    | 7.      |
| 2012.  | Sahara Force India F1 Team       | Force India VJM05 | Mercedes FO 108Z V8 2.4           | P    | 12 | Nico Hülkenberg      | Sve   | 109    | 7.      |
| 2013.  | Sahara Force India F1 Team       | Force India VJM06 | Mercedes FO 108F V8 2.4           | P    | 14 | Paul di Resta        | Sve   | 77     | 6.      |
| 2013.  | Sahara Force India F1 Team       | Force India VJM06 | Mercedes FO 108F V8 2.4           | P    | 15 | Adrian Sutil         | Sve   | 77     | 6.      |
| 2014.  | Sahara Force India F1 Team       | Force India VJM07 | Mercedes PU106A V6 t h 1.6        | P    | 11 | Sergio Pérez         | Sve   | 155    | 6.      |
| 2014.  | Sahara Force India F1 Team       | Force India VJM07 | Mercedes PU106A V6 t h 1.6        | P    | 27 | Nico Hülkenberg      | Sve   | 155    | 6.      |
| 2015.  | Sahara Force India F1 Team       | Force India VJM08 | Mercedes PU106B V6 t h 1.6        | P    | 11 | Sergio Pérez         | Sve   | 136    | 5.      |
| 2015.  | Sahara Force India F1 Team       | Force India VJM08 | Mercedes PU106B V6 t h 1.6        | P    | 27 | Nico Hülkenberg      | Sve   | 136    | 5.      |
| 2016.  | Sahara Force India F1 Team       | Force India VJM09 | Mercedes PU106C V6 t h 1.6        | P    | 11 | Sergio Pérez         | Sve   | 173    | 4.      |
| 2016.  | Sahara Force India F1 Team       | Force India VJM09 | Mercedes PU106C V6 t h 1.6        | P    | 27 | Nico Hülkenberg      | Sve   | 173    | 4.      |
| 2017.  | Sahara Force India F1 Team       | Force India VJM10 | Mercedes M08 EQ Power+ V6 t h 1.6 | P    | 11 | Sergio Pérez         | Sve   | 187    | 4.      |
| 2017.  | Sahara Force India F1 Team       | Force India VJM10 | Mercedes M08 EQ Power+ V6 t h 1.6 | P    | 31 | Esteban Ocon         | Sve   | 187    | 4.      |
| 2018.  | Sahara Force India F1 Team       | Force India VJM11 | Mercedes M09 EQ Power+ V6 t h 1.6 | P    | 11 | Sergio Pérez         | 1-12  | (59)   | -       |
| 2018.  | Sahara Force India F1 Team       | Force India VJM11 | Mercedes M09 EQ Power+ V6 t h 1.6 | P    | 31 | Esteban Ocon         | 1-12  | (59)   | -       |
| 2018.  | Racing Point Force India F1 Team | Force India VJM11 | Mercedes M09 EQ Power+ V6 t h 1.6 | P    | 11 | Sergio Pérez         | 13-21 | 52     | 7.      |
| 2018.  | Racing Point Force India F1 Team | Force India VJM11 | Mercedes M09 EQ Power+ V6 t h 1.6 | P    | 31 | Esteban Ocon         | 13-21 | 52     | 7.      |

## Vanjske poveznice
- forceindiaf1.com
- statsf1.com